# 高蓝侧金盏花
高蓝侧金盏花（学名：Adonis coerulea f. integra）为毛茛科侧金盏花属蓝侧金盏花下的一个变型。

## 扩展阅读
- 維基物種上的相關：高蓝侧金盏花